# Charlotte Susa

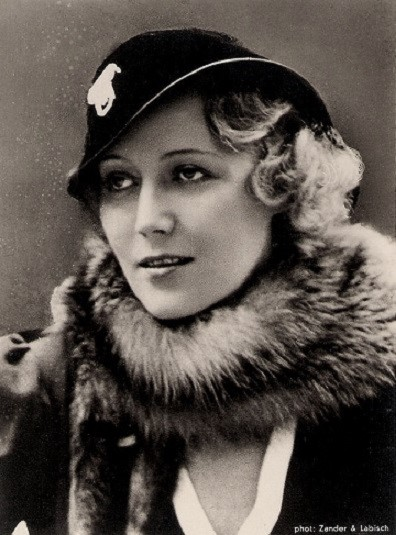
Charlotte Susa (1930er). Fotografie: Zander & Labisch

Charlotte Susa, gebürtige Charlotta Wegmüller (* 1. März 1898 auf Gut Gaußen bei Memel; † 28. Juli 1976 in Basel) war eine deutsche Schauspielerin.

## Karriere
Die gebürtige Charlotta Wegmüller erhielt nach dem Schulbesuch in Tilsit Gesangsunterricht in Mannheim. 1915 gab sie in Tilsit bei einer Aufführung von Mozarts Zauberflöte ihr Bühnendebüt. Sie wählte als Künstlername „Susa“, den Mädchennamen ihrer Mutter Olga, einer gebürtigen Italienerin, die in Memel ein Miedergeschäft führte. Als Sängerin und Schauspielerin spielte sie in verschiedenen Opern- und Operetteninszenierungen in Brandenburg, Essen, Düsseldorf, Hamburg und Köln.
In den zwanziger Jahren feierte sie Erfolge in den Revuen Konfetti und Heut bin ich verliebt im Berliner Admiralspalast. Später verlegte sie sich mehr auf Sprechrollen. 1929 spielte sie bei den Heidelberger Festspielen die schöne Helena in Troilus und Cressida, danach wirkte sie an den Baranowsky-Bühnen Berlin.
Ab 1926 war Charlotte Susa auch Filmschauspielerin. Im Film repräsentierte sie die Femme fatale, mondäne, raffinierte Damen von Welt, mehrmals als Agentin oder Kriminelle wie in der Titelrolle von Der Tiger, wo sie eine Einbrecherin und Mörderin spielte. Von 1932 bis 1934 stand sie bei MGM in Hollywood unter Vertrag. Ihre Ankunft in Hollywood wurde in der Fachpresse mit großen Erwartungen zur Kenntnis genommen und Susa wurde als potentielle Nachfolgerin von Greta Garbo gefeiert. So schrieb die bekannte Journalistin Elizabeth Yeaman in ihrer Kolumne vom 15. August 1932 in Zusammenhang mit einigen anderen ausländischen Stars, die Verträge mit großen Studios erhalten hatten:
Lilian Harvey, Henry Garat, Anna Sten, and now Charlotte Susa, comprise a quartet of important foreign talent that soon will be seen in Hollywood pictures. (...) Miss Susa has arrived in New York and soon will reach these shores with an MGM contract. She was born in Lithuania of German parents and has won great fame in Germany. She first went on the stage as a singer, then as a dramatic actress, and three years ago she took up screen work. Who knows, she may be the actress who will take Garbo’s place, provided Garbo never returns.
Charlotte Susa erhielt aber wie so viele andere Importe keine Rollen und kehrte bald nach Deutschland zurück. Als sie nach 1940 auch in Deutschland keine Filmangebote mehr erhielt, kehrte sie wieder auf die Bühne zurück.
Charlotte Susa war mit dem Intendanten Paul Cablin, dem Schauspieler Arthur Malkowsky und ab 1939 mit dem Schauspieler Andrews Engelmann verheiratet.

## Filmografie
- 1926: Der Prinz und die Tänzerin
- 1926: Herbstmanöver
- 1926: Der Liebe Lust und Leid
- 1926: Das war in Heidelberg in blauer Sommernacht
- 1927: Der Sieg der Jugend
- 1927: Arme kleine Colombine
- 1927: Frühere Verhältnisse
- 1927: Zwei unterm Himmelszelt
- 1927: Almenrausch und Edelweiß
- 1928: Du sollst nicht stehlen
- 1928: Die Pflicht zu schweigen
- 1929: Achtung! — Kriminalpolizei!
- 1929: Sünde und Moral
- 1929: Erotik (Erotikon)
- 1929: Vater und Sohn
- 1930: Der Tiger
- 1930: Zapfenstreich am Rhein
- 1930: Die große Sehnsucht
- 1930: Der Greifer
- 1930: Zwei Menschen
- 1931: Das gelbe Haus des King-Fu
- 1931: Walzerparadies
- 1931: D-Zug 13 hat Verspätung
- 1931: Ausflug ins Leben
- 1931: Die Pranke
- 1931: Ehe m. b. H.
- 1932: Unter falscher Flagge
- 1934: Abenteuer im Südexpress
- 1934: Das Erbe in Pretoria
- 1935: Sie und die Drei
- 1935: Alles um eine Frau
- 1935: Königstiger
- 1935: Henker, Frauen und Soldaten
- 1937: Das große Abenteuer
- 1939: Wasser für Canitoga
- 1939: Eine Frau wie Du
- 1941: Der Gasmann